# フランチェスコ・ビアンキ・フェッラーリ
フランチェスコ・ビアンキ・フェッラーリ（伊: Francesco del Bianchi Ferrari, 1447年-1510年2月8日）は、ルネサンス期のイタリアの画家である。フランチェスコ・ビアンキ（Francesco Bianchi）やイル・フレア（Il Frare）としても知られる。

## 生涯
フェラーラで生まれたが、モデナで生まれたとも言及されている。コズメ・トゥーラの弟子であり、その作品は彼の時代では非常に高く評価されていた。ビアンキは後にパルマ派の画家として大成するコレッジョの師であったと言われているが、ビアンキはコレッジョがわずか16歳のときに死去している。
彼はモデナで多くの祭壇画を描いたが、現残しているものはほとんどない。しかしルーヴル美術館には『即位した聖母子と2人の聖人』（Virgin and Child enthroned with two Saints）が所蔵されている。またエステンセ美術館所蔵の『聖ヒエロニムスと聖フランチェスコをともなうキリストの磔刑』はビアンキの手によるものである。